# 上野雄大
上野 雄大（うえの ゆうた、1981年5月25日 - ）は、日本の政治家、元スキー選手・指導者。長野県下高井郡野沢温泉村長（1期）。このほか、野沢温泉村議会議員（1期）を歴任。

## 来歴
長野県下高井郡野沢温泉村出身。
幼い頃からアルペンスキーに励み、大学までは競技スキー選手として活動。順天堂大学卒業後フリースタイルスキーに転向、2002-2003シーズン、このシーズンからワールドカップに採用されたスキークロス競技にて世界を転戦。2004-2005シーズンは本格的にハーフパイプ競技に転向。2005年フリースタイルスキー世界選手権で12位に入る。2005年国内ハーフパイプ大会最大の「キングオブハーフパイプ」にて優勝。海外では2004ニュージーランド選手権ハーフパイプにて優勝。また、2006年1月にはフランスで開かれたフリースタイルスキー・ワールドカップ・ハーフパイプにて日本人初となる4位入賞を果たす。
競技に出場する一方スキーキャンプなどを積極的に主催しフリースタイルスキーの発展に貢献。Team　MCV所属。スキーは2008-2009シーズンよりARMADAを使用している。
2009年8月、プロスキーヤーの三星マナミと結婚。競技引退後は地元の野沢温泉村でスキーショップを営む。
2014年のソチオリンピックにはコーチとして参加した。
2021年3月28日執行の野沢温泉村議会議員選挙（定数8）に立候補し、無投票当選を果たす。
2025年3月30日（日）に執行された野沢温泉村長選挙に無所属で立候補し20年ぶりの選挙戦となったが、前職の70代の富井俊雄を破り初当選した。

## 主な成績
- 2004/09　ニュージーランド　フリースキーナショナルズ　ハーフパイプ 優勝
- 2004/09　ニュージーランド　フォルクルカップ　ハーフパイプ　優勝
- 2005/02　キングオブ　ハーフパイプ　南郷　優勝
- 2005/02　世界選手権 ハーフパイプ 12位
- 2005/04　WSSF 12位
- 2006/01　FISワールドカップ　フリースタイルスキー　ハーフパイプ　フランス大会　4位
- 2009/01　FISワールドカップ　フリースタイルスキー　ハーフパイプ　フランス大会　5位